# 平島勉
平島 勉（ひらしま つとむ）は、戎 博志（えびす ひろし）が、子どものための音楽作品等を作曲するときに使用するペンネームである。淡路島生まれ。奈良教育大学学士、兵庫教育大学大学院修士課程修了。Hirashima Tsutomu Works代表。大阪府下公立小学校に勤務しながら、その都度、子どものための作品を作曲。

## 概要
小学校3 年生のリコーダー導入期において、「鑑賞と表現一体型」曲集、『シングシングリコーダー』（2016年、トヤマ出版）を発表。曲集には、クラシック、ジャズ、世界の民謡など、多様なジャンルの名曲が収録されており、それらの曲とリコーダーでコラボレーションしながら、初歩から段階的に、演奏技術が身につくようになっている。曲を鑑賞しながら合わせるので、表現の工夫を身に付けることができるという新しいスタイルの曲集である。代表作には、リコーダーオリジナル楽曲『走れシベリア鉄道』、歌では「いつまでもともだち」などがある。
一方、国語科文学教材を、歌・朗読・楽器演奏で味わえる「音楽物語」等、多数制作。

## 作品

### リコーダー作品集
- リコーダー曲集「Another Selection」（2024年 Hirashima Tsutomu Works）
- 3年生のためのリコーダーBOOK「シング シング リコーダー」（2016年 トヤマ出版）
- 子どものためのリコーダーオリジナル「飛行船の旅」（トヤマ出版）
- リコーダーとピアノのためのオリジナル「風の譜」（トヤマ出版）
- きみはソプラノリコーダーのテクニックを手にすることができるか「クレフ島のぼうけん」（トヤマ出版）
- アルトリコーダーとピアノのための「ミステリートレイン」（共著/トヤマ出版）
- ユニバーサルデザインの考え方による「空色電車は風にのって」（音楽舎）
- ソプラノ&アルトリコーダーと朗読のための「月夜のみみずく」（トヤマ出版）

#### 音楽物語（音楽：平島勉）[出版作品]
- 「海の楽たい」（原作：おおつかゆうぞう/脚本・作詞：豊川多恵子、教育芸術社）
- 「吉四六とんち話」（原作：瀬川拓男/脚本・作詞：高木洋子、教育芸術社）
- 「一つの花」（原作：今西祐行/脚本・作詞：戎博志、教育芸術社）
- 「おしいれのぼうけん」（原作：ふるたたるひ・たばたせいいち/脚本・作詞：盛山由美、音楽物語研究会）
- 「くじらぐも」（原作：中川李枝子/脚本・作詞：古谷知子、トヤマ出版）
- 「ちびっこカムのぼうけん」（原作：神沢利子/脚本・作詞：神村和美、トヤマ出版）
- 「とべないホタル」（映画　脚本・作詞・原作：加藤宏美/音楽物語　台本・作詞/田村愛子、トヤマ出版）
- 「きつねのおきゃくさま」（原作：あまんきみこ/脚本・作詞：乗峯桂子・山田京子、トヤマ出版）
- 「Piece Collection」（音楽：平島勉、奥江音楽教材）
  1. 「はれときどきぶた」（原作：矢玉四郎/脚色・歌詞翻案：ふるやともこ）
  2. 「にゃ〜ご」（お話：宮西達也/脚本・歌詞：岸森静香）
  3. 「ふしぎなおるすばん」（お話：斎藤栄美/脚色・歌詞：後藤恭也）
  4. 「ちいちゃんのかげおくり」（お話：あまんきみこ/脚色・歌詞：田中智佳子）
  5. 「手ぶくろを買いに」（お話：新美南吉/脚色・歌詞：ふるやともこ）
  6. 「海のいのち」（文：立松和平/脚本・歌詞：佐賀県小城市立桜岡小学校児童）
  7. 「第九初演物語」（原作：佐藤道代/脚本・歌詞：戎博志）
  8. 「モチモチの木」（お話：斎藤隆介/脚本・歌詞：ふるやともこ）
  9. 「白いぼうし」（お話：あまんきみこ/脚本・歌詞：ふるやともこ）
  10. 小学生のための合唱組曲「ぼくときみの夏」（企画・歌詞：戎博志）
  11. 「きみはほんとうにステキだね」（お話：宮西達也/脚本・歌詞：ふるやともこ）
  12. 「月光の夏」（お話：毛利恒之/脚本・歌詞：首藤政秀）
  13. 「ビルマの竪琴」（お話：竹山道雄/脚本・歌詞：村上真理・上田貴美恵）
  14. 「花いっぱいになあれ」（お話：松谷みよ子/脚本・歌詞：甲斐淳子）
  15. 「すみれ島」(お話：今西祐行/脚本・歌詞：井口佳代子）
  16. 「三年とうげ」(お話：李錦玉/台本・歌詞翻訳：村上真理）
  17. 合唱と器楽の即興による音楽物語「やまなし」(原作：宮沢賢治/音楽づくり構成：村上真理）

#### 音楽物語（音楽：平島勉）[その他/出版作品]
- 「ちからたろう」（原作：民話/脚本・作詞：ふるやともこ、小学館教育技術）
- 「ともだちや」（原作：内田麟太郎/脚本・作詞：ふるやともこ、小学館教育技術）
- 「サラダで元気」（原作：かどのえいこ/脚本・作詞：ふるやともこ、小学館教育技術）
- 「たぬきの糸車」（原作：きしなみ/脚本・作詞：ふるやともこ、小学館教育技術）
- 「瀧廉太郎」〜わたしの荒城の月〜（「瀧廉太郎」制作委員会、竹田文化会館（大分県竹田市））
- 林田小学校創立100周年記念委嘱作品「林田の子」（作詞：山田美那子、岡山県津山市立林田小学校）
- うば岳小学校閉校記念「けやきとともに」（企画・構成：竹田市立うば岳小学校、大分県竹田市立うば岳小学校）

#### 音楽物語（音楽：平島勉）[未出版作品]
- 「ふなになったげんごろう」（2016年度、近畿音楽教育研究滋賀大会/研究演奏委嘱作品、民話/脚本・作詞：ふるやともこ）
- 「エルマーのぼうけん」（お話：ルース＝スタイルス＝ガネット/脚本・歌詞：高木洋子）
- 「アナトール工場へ行く」（原作：イブ＝タイタス/脚本・歌詞：藤田慶子）
- 「スーホ」（原作：おおつかゆうぞう/脚本・歌詞：高木洋子）
- 「お手紙」（原作：アーノルド＝ローベル/脚本・歌詞：小林玲子）
- 「おおきなかぶ」（ロシア民話/脚本・歌詞：ふるやともこ）
- 「かさじぞう」（昔話/脚本・歌詞：ふるやともこ）
- 「つり橋わたれ」（原作：長崎源之助/脚本・歌詞：いいだゆうこ）
- 「ずうっと、ずっと大すきだよ」（原作：ハンス＝ウィルヘルム/脚本・歌詞：戎博志）
- 「むぎばたけ」（お話：アトリーアリスン＝アトリー/脚本・歌詞：ふるやともこ）
- 「まほうのランプ」（脚本・歌詞：出田裕子・山下千恵）
- 「三枚のおふだ」（お話：松谷みよ子/脚本・歌詞：江上邦美）